# Alfred Sveistrup Poulsen
Alfred Sveistrup Poulsen (født 14. januar 1854 i Roskilde, død 26. januar 1921 i Viborg) var en dansk teolog og biskop over Viborg Stift fra 1901 til sin død.

## Karriere
Han blev student i 1871 og uddannet cand.theol. i 1878. Derefter tog Sveistrup Poulsen på studieophold i Schweiz, Italien og Tyskland, inden han i 1880 vendte hjem og blev præst ved Sct. Hans Hospital i Roskilde og medhjælper for domprovsten i samme by. I 1883 blev han beskikket som slotspræst i Christiansborg Slotskirke, inden han i 1896 flyttede tilbage til Roskilde for at blive domprovst. I flere år var han privat docent ved Københavns Universitet. Fra 1890-1921 var han desuden formand for Den Danske Israelsmission.

### Biskop
Da Jørgen Swane skulle afløses som biskop over Viborg Stift på grund af dennes pensionering i 1901, opstillede Alfred Sveistrup Poulsen til bispevalget. Han vandt valget og kunne efterfølgende flytte ind i Bispegården i Viborg. Poulsen var biskop til sin død i 1921.
Han blev Ridder af Dannebrog 1887, Dannebrogsmand 1905 og Kommandør af 2. grad 1907.

## Privat
Han og hustruen Karen er begravet på Viborg Kirkegård.
Han er gengivet i et portrætmaleri af Herman Vedel 1918 i Viborg Domkirke. Der findes også et træsnit fra 1888 efter fotografi. Der findes fotografier af Luigi Montabones eftf. (fra Rom-opholdet) og af Christensen & Morange.